# Pleasant Plains (Arkansas)
Pleasant Plains – miasto w Stanach Zjednoczonych, w stanie Arkansas, w hrabstwie Independence.